# Émetteur du Truc de Fortunio

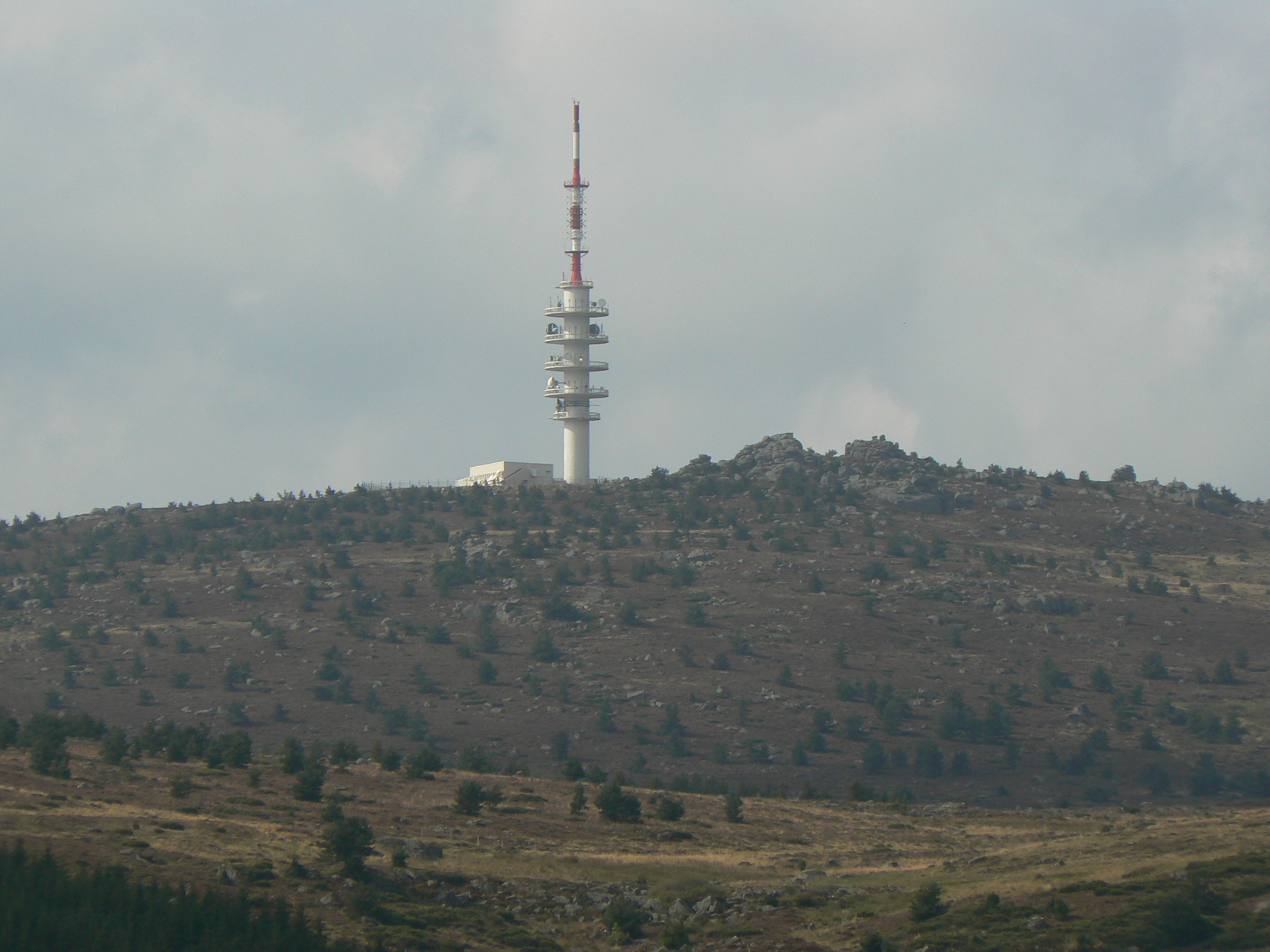
Tour hertzienne TDF du Truc de Fortunio.

Édifié au milieu des années 1970, l'émetteur du Truc de Fortunio est un site de diffusion situé en  Lozère, sur le point culminant des montagnes de la Margeride. Il diffuse les chaînes de la TNT française, les stations publiques en FM, des ondes de téléphonie mobile et des transmissions en faisceau hertzien sur une tour hertzienne de 109 mètres de haut exploitée par l'opérateur TDF (Télédiffusion de France). Le site se trouve à 8 km de la commune de Rieutort-de-Randon et à 25 km de Mende.

## Télévision

### Analogique
Le site d'émission du Truc de Fortunio a émis Canal+ en analogique jusqu'au 13 octobre 2010 et les 5 autres chaînes historiques jusqu'au 29 novembre 2011.
| Chaîne                        | Canal | Puissance (PAR) |
| ----------------------------- | ----- | --------------- |
| TF1                           | 37H   | 18 kW           |
| France 2                      | 31H   | 18 kW           |
| France 3 Languedoc-Roussillon | 34H   | 18 kW           |
| Canal+                        | 68H   | 1 kW            |
| France 5 / Arte               | 50H   | 1,5 kW          |
| M6                            | 53H   | 1,5 kW          |

#### Source
"Liste des anciens émetteurs de télévision français" (fichier PDF).

### Numérique

#### Canaux, puissances et diffuseurs des multiplexes
| Multiplex | Canaux | Puissances (PAR) | Diffuseur |
| --------- | ------ | ---------------- | --------- |
| R1        | 34H    | 2,5 kW           | TDF       |
| R2        | 31H    | 2,5 kW           | TDF       |
| R3        | 32H    | 2,5 kW           | TDF       |
| R4        | 26H    | 2,5 kW           | TDF       |
| R6        | 46H    | 2,5 kW           | TDF       |
| R7        | 35H    | 2,5 kW           | TDF       |
| R9        | 27H    | 2,5 kW           | TDF       |

#### Composition des multiplexes
Les numéros des multiplexes sont accompagnés de leur opérateur de gestion.

##### R1(Société de gestion du réseau R1)
| LCN | Nom de la chaîne              |
| --- | ----------------------------- |
| 2   | France 2                      |
| 3   | France 3 Languedoc-Roussillon |
| 4   | France 4                      |
| 16  | France Info                   |

##### R2(Nouvelles télévisions numériques)
| LCN | Nom de la chaîne                    |
| --- | ----------------------------------- |
| 8   | Gulli                               |
| 13  | BFM TV                              |
| 14  | CNews                               |
| 17  | CStar                               |
| 18  | T18                                 |
| 19  | Novo 19 (à partir du 1er septembre) |

##### R4(Société opératrice du multiplex R4)
| LCN | Nom de la chaîne |
| --- | ---------------- |
| 5   | France 5         |
| 6   | M6               |
| 7   | Arte             |
| 9   | W9               |
| 22  | 6ter             |
| 26  | Paris Première   |

##### R6(Société d'exploitation du multiplex R6 - SMR6)
| LCN | Nom de la chaîne |
| --- | ---------------- |
| 1   | TF1              |
| 8   | LCP              |
| 10  | TMC              |
| 11  | TFX              |
| 15  | LCI              |

##### R7(Multiplex haute définition 7)
| LCN | Nom de la chaîne |
| --- | ---------------- |
| 20  | TF1 Séries Films |
| 21  | L'Équipe         |
| 23  | RMC Story        |
| 24  | RMC Découverte   |
| 25  | Chérie 25        |

##### R9(GR UHD1)
| LCN | Nom de la chaîne |
| --- | ---------------- |
| 52  | France 2 UHD     |

#### Source
- Emetteurs TNT dans la Lozère sur le forum de tvnt.net (consulté le 22 avril 2017).

## Radio
L'émetteur du Truc de Fortunio possède 4 émetteurs en FM pour les 3 radios publiques principales et la station publique couvrant la région.
| Fréquence | Station         | Puissance (PAR) | Code RDS (PS) |
| --------- | --------------- | --------------- | ------------- |
| 90.1      | France Inter    | 10 kW           | __INTER_      |
| 93.7      | France Musique  | 10 kW           | MUSIQUE_      |
| 96.9      | France Culture  | 10 kW           | _CULTURE      |
| 104.9     | Ici Gard Lozère | 10 kW           | ICIGARD       |

### Source
- Les radios de Rieutort-de-Randon sur annuaireradio.fr (consulté le 22 avril 2017).

## Téléphonie mobile
| Opérateur        | 2G  | 3G  | 4G  | FH  |
| ---------------- | --- | --- | --- | --- |
| Orange           | Oui | Oui | Non | Oui |
| SFR              | Oui | Non | Non | Oui |
| Bouygues Telecom | Oui | Oui | Non | Oui |
| Free             | Non | Oui | Oui | Oui |

### Source
- Situation géographique du site sur cartoradio.fr (consulté le 22 avril 2017).

## Transmission de donnée
À part les opérateurs de téléphonie mobile, TDF utilise un faisceau hertzien pour relayer des données.

## Photos du site
- Sur tvignaud (consulté le 22 avril 2017).
- Sur annuaireradio.fr (consulté le 22 avril 2017).